# Western Suburbs SC
Western Suburbs SC var en fotbollsklubb från Sydney i Australien. Klubben spelade tidigare i den numera nerlagda nationella australiska proffsligan National Soccer League (NSL) mellan 1977 och 1978. Efter säsongen 1978 så gick klubben upp i APIA Leichhardt Tigers FC.